# Bravo Hits/Diskografie
Diese Diskografie ist eine Übersicht über die Ausgaben der deutschen Kompilationsreihe BRAVO Hits und ihrer Platzierungen in den Compilationcharts.

## Aktuelle Kompilationen

### BRAVO Hits
Die Bravo-Hits-Reihe ist mit über 100 Nummer-eins-Alben und 600 Wochen an der Chartspitze die erfolgreichste Samplerreihe in den deutschen Compilationcharts.
| Jahr | Titel          | Höchstplatzierung, Gesamtwochen, AuszeichnungChartplatzierungen (Jahr, Titel, Platzierungen, Wochen, Auszeichnungen, Anmerkungen) | Höchstplatzierung, Gesamtwochen, AuszeichnungChartplatzierungen (Jahr, Titel, Platzierungen, Wochen, Auszeichnungen, Anmerkungen) | Höchstplatzierung, Gesamtwochen, AuszeichnungChartplatzierungen (Jahr, Titel, Platzierungen, Wochen, Auszeichnungen, Anmerkungen) | Anmerkungen                                                                                |
| Jahr | Titel          | DE | AT | CH | Anmerkungen                                                                                |
| ---- | -------------- | --- | --- | --- | ------------------------------------------------------------------------------------------ |
| 1992 | BRAVO Hits     | DE2 (16 Wo.)DE | AT2 (9 Wo.)AT | CH4 (3 Wo.)CH | Erstveröffentlichung: 21. April 1992                                                       |
| 1992 | BRAVO Hits II  | DE2 (16 Wo.)DE | AT1 (12 Wo.)AT | CH5 (4 Wo.)CH | Erstveröffentlichung: 30. September 1992                                                   |
| 1993 | BRAVO Hits 3   | DE1 (19 Wo.)DE | AT1 (13 Wo.)AT | CH1 (11 Wo.)CH | Erstveröffentlichung: 4. März 1993                                                         |
| 1993 | BRAVO Hits 4   | DE1 (24 Wo.)DE | AT1 (17 Wo.)AT | CH1 Gold · (18 Wo.)CH | Erstveröffentlichung: 28. Mai 1993                                                         |
| 1993 | BRAVO Hits 5   | DE1 (20 Wo.)DE | AT1 (18 Wo.)AT | CH2 Platin · (14 Wo.)CH | Erstveröffentlichung: 8. Oktober 1993                                                      |
| 1994 | BRAVO Hits 6   | DE1 (20 Wo.)DE | AT1 (17 Wo.)AT | CH2 (16 Wo.)CH | Erstveröffentlichung: 4. März 1994                                                         |
| 1994 | BRAVO Hits 7   | DE1 (21 Wo.)DE | AT1 (17 Wo.)AT | CH1 Platin · (16 Wo.)CH | Erstveröffentlichung: 31. Mai 1994                                                         |
| 1994 | BRAVO Hits 8   | DE1 (22 Wo.)DE | AT1 (17 Wo.)AT | CH1 Platin · (21 Wo.)CH | Erstveröffentlichung: 8. September 1994                                                    |
| 1995 | BRAVO Hits 9   | DE1 (18 Wo.)DE | AT1 (13 Wo.)AT | CH2 Platin · (16 Wo.)CH | Erstveröffentlichung: 28. Februar 1995                                                     |
| 1995 | BRAVO Hits 10  | DE1 (22 Wo.)DE | AT1 (20 Wo.)AT | CH1 Platin · (17 Wo.)CH | Erstveröffentlichung: 26. Mai 1995                                                         |
| 1995 | BRAVO Hits 11  | DE1 (20 Wo.)DE | AT1 (13 Wo.)AT | CH2 Platin · (14 Wo.)CH | Erstveröffentlichung: 29. September 1995                                                   |
| 1996 | BRAVO Hits 12  | DE1 (19 Wo.)DE | AT1 (17 Wo.)AT | CH1 Platin · (14 Wo.)CH | Erstveröffentlichung: 16. Februar 1996                                                     |
| 1996 | BRAVO Hits 13  | DE1 (23 Wo.)DE | AT1 (18 Wo.)AT | CH1 ×2Doppelplatin · (16 Wo.)CH                                                                                                   | Erstveröffentlichung: 23. Mai 1996                                                         |
| 1996 | BRAVO Hits 14  | DE1 (15 Wo.)DE | AT1 (12 Wo.)AT | CH1 ×2Doppelplatin · (17 Wo.)CH                                                                                                   | Erstveröffentlichung: 6. September 1996                                                    |
| 1996 | BRAVO Hits 15  | DE1 (17 Wo.)DE | AT1 (12 Wo.)AT | CH1 ×2Doppelplatin · (15 Wo.)CH                                                                                                   | Erstveröffentlichung: 15. November 1996                                                    |
| 1997 | BRAVO Hits 16  | DE1 (16 Wo.)DE | AT1 (16 Wo.)AT | CH1 ×2Doppelplatin · (15 Wo.)CH                                                                                                   | Erstveröffentlichung: 12. März 1997                                                        |
| 1997 | BRAVO Hits 17  | DE1 (18 Wo.)DE | AT1 (15 Wo.)AT | CH1 ×2Doppelplatin · (18 Wo.)CH                                                                                                   | Erstveröffentlichung: 30. Mai 1997                                                         |
| 1997 | BRAVO Hits 18  | DE1 (14 Wo.)DE | AT1 (12 Wo.)AT | CH1 ×2Doppelplatin · (14 Wo.)CH                                                                                                   | Erstveröffentlichung: 29. August 1997                                                      |
| 1997 | BRAVO Hits 19  | DE1 (15 Wo.)DE | AT1 (12 Wo.)AT | CH1 ×2Doppelplatin · (16 Wo.)CH                                                                                                   | Erstveröffentlichung: 3. November 1997                                                     |
| 1998 | BRAVO Hits 20  | DE1 (17 Wo.)DE | AT1 (15 Wo.)AT | CH1 ×2Doppelplatin · (15 Wo.)CH                                                                                                   | Erstveröffentlichung: 2. März 1998                                                         |
| 1998 | BRAVO Hits 21  | DE1 (18 Wo.)DE | AT1 (13 Wo.)AT | CH1 ×3Dreifachplatin · (16 Wo.)CH                                                                                                 | Erstveröffentlichung: 29. Mai 1998                                                         |
| 1998 | BRAVO Hits 22  | DE1 (16 Wo.)DE | AT1 (12 Wo.)AT | CH1 ×2Doppelplatin · (14 Wo.)CH                                                                                                   | Erstveröffentlichung: 13. August 1998                                                      |
| 1998 | BRAVO Hits 23  | DE1 (12 Wo.)DE | AT1 (12 Wo.)AT | CH1 ×2Doppelplatin · (12 Wo.)CH                                                                                                   | Erstveröffentlichung: 26. Oktober 1998                                                     |
| 1999 | BRAVO Hits 24  | DE1 (17 Wo.)DE | AT1 (13 Wo.)AT | CH1 ×3Dreifachplatin · (15 Wo.)CH                                                                                                 | Erstveröffentlichung: 19. Februar 1999                                                     |
| 1999 | BRAVO Hits 25  | DE1 (16 Wo.)DE | AT1 (14 Wo.)AT | CH1 ×2Doppelplatin · (14 Wo.)CH                                                                                                   | Erstveröffentlichung: 11. Mai 1999                                                         |
| 1999 | BRAVO Hits 26  | DE1 (19 Wo.)DE | AT1 (16 Wo.)AT | CH1 ×3Dreifachplatin · (25 Wo.)CH                                                                                                 | Erstveröffentlichung: 13. August 1999                                                      |
| 1999 | BRAVO Hits 27  | DE1 (17 Wo.)DE | AT1 (18 Wo.)AT | CH1 Platin · (18 Wo.)CH | Erstveröffentlichung: 14. Oktober 1999                                                     |
| 2000 | BRAVO Hits 28  | DE1 (17 Wo.)DE | AT1 (16 Wo.)AT | CH1 Platin · (17 Wo.)CH | Erstveröffentlichung: 17. Februar 2000                                                     |
| 2000 | BRAVO Hits 29  | DE1 (17 Wo.)DE | AT1 (16 Wo.)AT | CH1 Platin · (17 Wo.)CH | Erstveröffentlichung: 26. Mai 2000                                                         |
| 2000 | BRAVO Hits 30  | DE1 (16 Wo.)DE | AT1 (13 Wo.)AT | CH1 ×2Doppelplatin · (16 Wo.)CH                                                                                                   | Erstveröffentlichung: 10. August 2000                                                      |
| 2000 | BRAVO Hits 31  | DE1 (15 Wo.)DE | AT1 (16 Wo.)AT | CH1 Platin · (16 Wo.)CH | Erstveröffentlichung: 27. Oktober 2000                                                     |
| 2001 | BRAVO Hits 32  | DE1 (17 Wo.)DE | AT1 (14 Wo.)AT | CH1 ×2Doppelplatin · (16 Wo.)CH                                                                                                   | Erstveröffentlichung: 23. Februar 2001                                                     |
| 2001 | BRAVO Hits 33  | DE1 (18 Wo.)DE | AT1 (17 Wo.)AT | CH1 ×2Doppelplatin · (19 Wo.)CH                                                                                                   | Erstveröffentlichung: 11. Mai 2001                                                         |
| 2001 | BRAVO Hits 34  | DE1 (15 Wo.)DE | AT1 (14 Wo.)AT | CH1 ×2Doppelplatin · (17 Wo.)CH                                                                                                   | Erstveröffentlichung: 10. August 2001                                                      |
| 2001 | BRAVO Hits 35  | DE1 (14 Wo.)DE | AT1 (16 Wo.)AT | CH1 ×2Doppelplatin · (17 Wo.)CH                                                                                                   | Erstveröffentlichung: 19. Oktober 2001                                                     |
| 2002 | BRAVO Hits 36  | DE1 (15 Wo.)DE | AT1 (16 Wo.)AT | CH1 Platin · (13 Wo.)CH | Erstveröffentlichung: 22. Februar 2002                                                     |
| 2002 | BRAVO Hits 37  | DE1 (18 Wo.)DE | AT1 (15 Wo.)AT | CH1 ×2Doppelplatin · (17 Wo.)CH                                                                                                   | Erstveröffentlichung: 17. Mai 2002                                                         |
| 2002 | BRAVO Hits 38  | DE1 (14 Wo.)DE | AT1 (15 Wo.)AT | CH1 Platin · (14 Wo.)CH | Erstveröffentlichung: 16. August 2002                                                      |
| 2002 | BRAVO Hits 39  | DE1 (17 Wo.)DE | AT1 (17 Wo.)AT | CH1 ×2Doppelplatin · (16 Wo.)CH                                                                                                   | Erstveröffentlichung: 18. Oktober 2002                                                     |
| 2003 | BRAVO Hits 40  | DE1 (15 Wo.)DE | AT1 (15 Wo.)AT | CH1 Platin · (13 Wo.)CH | Erstveröffentlichung: 14. Februar 2003                                                     |
| 2003 | BRAVO Hits 41  | DE1 (18 Wo.)DE | AT1 (18 Wo.)AT | CH1 Platin · (14 Wo.)CH | Erstveröffentlichung: 9. Mai 2003                                                          |
| 2003 | BRAVO Hits 42  | DE1 (17 Wo.)DE | AT1 (15 Wo.)AT | CH1 Platin · (13 Wo.)CH | Erstveröffentlichung: 8. August 2003                                                       |
| 2003 | BRAVO Hits 43  | DE1 (18 Wo.)DE | AT1 (21 Wo.)AT | CH1 Platin · (15 Wo.)CH | Erstveröffentlichung: 24. Oktober 2003                                                     |
| 2004 | BRAVO Hits 44  | DE1 (16 Wo.)DE | AT1 (15 Wo.)AT | CH1 Gold · (12 Wo.)CH | Erstveröffentlichung: 26. März 2004                                                        |
| 2004 | BRAVO Hits 45  | DE1 (14 Wo.)DE | AT1 (17 Wo.)AT | CH1 Platin · (12 Wo.)CH | Erstveröffentlichung: 21. Mai 2004                                                         |
| 2004 | BRAVO Hits 46  | DE1 (15 Wo.)DE | AT1 (15 Wo.)AT | CH1 Platin · (15 Wo.)CH | Erstveröffentlichung: 6. August 2004                                                       |
| 2004 | BRAVO Hits 47  | DE1 (16 Wo.)DE | AT1 (15 Wo.)AT | CH1 Gold · (11 Wo.)CH | Erstveröffentlichung: 8. Oktober 2004                                                      |
| 2005 | BRAVO Hits 48  | DE1 (17 Wo.)DE | AT1 (15 Wo.)AT | CH1 Gold · (12 Wo.)CH | Erstveröffentlichung: 1. April 2005                                                        |
| 2005 | BRAVO Hits 49  | DE1 (16 Wo.)DE | AT1 (15 Wo.)AT | CH1 Gold · (15 Wo.)CH | Erstveröffentlichung: 10. Juni 2005                                                        |
| 2005 | BRAVO Hits 50  | DE1 (16 Wo.)DE | AT1 (15 Wo.)AT | CH1 Gold · (14 Wo.)CH | Erstveröffentlichung: 12. August 2005                                                      |
| 2005 | BRAVO Hits 51  | DE1 (16 Wo.)DE | AT1 (15 Wo.)AT | CH1 Gold · (14 Wo.)CH | Erstveröffentlichung: 14. Oktober 2005                                                     |
| 2006 | BRAVO Hits 52  | DE1 (16 Wo.)DE | AT1 (16 Wo.)AT | CH1 Gold · (13 Wo.)CH | Erstveröffentlichung: 24. Februar 2006                                                     |
| 2006 | BRAVO Hits 53  | DE1 (17 Wo.)DE | AT1 (15 Wo.)AT | CH1 Gold · (12 Wo.)CH | Erstveröffentlichung: 5. Mai 2006                                                          |
| 2006 | BRAVO Hits 54  | DE1 (17 Wo.)DE | AT1 (14 Wo.)AT | CH1 Gold · (11 Wo.)CH | Erstveröffentlichung: 28. Juli 2006                                                        |
| 2006 | BRAVO Hits 55  | DE1 (19 Wo.)DE | AT1 (16 Wo.)AT | CH1 (14 Wo.)CH | Erstveröffentlichung: 13. Oktober 2006                                                     |
| 2007 | BRAVO Hits 56  | DE1 (21 Wo.)DE | AT1 (16 Wo.)AT | CH1 Gold · (13 Wo.)CH | Erstveröffentlichung: 9. Februar 2007                                                      |
| 2007 | BRAVO Hits 57  | DE1 (19 Wo.)DE | AT1 (17 Wo.)AT | CH1 (14 Wo.)CH | Erstveröffentlichung: 27. April 2007                                                       |
| 2007 | BRAVO Hits 58  | DE1 (16 Wo.)DE | AT1 (13 Wo.)AT | CH1 Gold · (12 Wo.)CH | Erstveröffentlichung: 3. August 2007                                                       |
| 2007 | BRAVO Hits 59  | DE1 (19 Wo.)DE | AT1 (18 Wo.)AT | CH1 Gold · (11 Wo.)CH | Erstveröffentlichung: 12. Oktober 2007                                                     |
| 2008 | BRAVO Hits 60  | DE1 (17 Wo.)DE | AT1 (15 Wo.)AT | CH1 (13 Wo.)CH | Erstveröffentlichung: 15. Februar 2008                                                     |
| 2008 | BRAVO Hits 61  | DE1 (22 Wo.)DE | AT1 (18 Wo.)AT | CH1 Gold · (14 Wo.)CH | Erstveröffentlichung: 25. April 2008                                                       |
| 2008 | BRAVO Hits 62  | DE1 (17 Wo.)DE | AT1 (15 Wo.)AT | CH1 Gold · (14 Wo.)CH | Erstveröffentlichung: 1. August 2008                                                       |
| 2008 | BRAVO Hits 63  | DE1 (19 Wo.)DE | AT1 (16 Wo.)AT | CH1 (16 Wo.)CH | Erstveröffentlichung: 10. Oktober 2008                                                     |
| 2009 | BRAVO Hits 64  | DE1 (21 Wo.)DE | AT1 (15 Wo.)AT | CH1 Gold · (16 Wo.)CH | Erstveröffentlichung: 6. Februar 2009                                                      |
| 2009 | BRAVO Hits 65  | DE1 (23 Wo.)DE | AT1 (15 Wo.)AT | CH1 Gold · (18 Wo.)CH | Erstveröffentlichung: 24. April 2009                                                       |
| 2009 | BRAVO Hits 66  | DE1 (17 Wo.)DE | AT1 (14 Wo.)AT | CH1 Gold · (15 Wo.)CH | Erstveröffentlichung: 31. Juli 2009                                                        |
| 2009 | BRAVO Hits 67  | DE1 (24 Wo.)DE | AT1 (13 Wo.)AT | CH1 (11 Wo.)CH | Erstveröffentlichung: 9. Oktober 2009                                                      |
| 2010 | BRAVO Hits 68  | DE1 (20 Wo.)DE | AT1 (13 Wo.)AT | CH1 Gold · (16 Wo.)CH | Erstveröffentlichung: 12. Februar 2010                                                     |
| 2010 | BRAVO Hits 69  | DE1 (23 Wo.)DE | AT1 (15 Wo.)AT | CH1 Gold · (18 Wo.)CH | Erstveröffentlichung: 30. April 2010                                                       |
| 2010 | BRAVO Hits 70  | DE1 (19 Wo.)DE | AT1 (15 Wo.)AT | CH1 Gold · (16 Wo.)CH | Erstveröffentlichung: 30. Juli 2010                                                        |
| 2010 | BRAVO Hits 71  | DE1 (23 Wo.)DE | AT1 (19 Wo.)AT | CH1 Gold · (20 Wo.)CH | Erstveröffentlichung: 8. Oktober 2010                                                      |
| 2011 | BRAVO Hits 72  | DE1 (24 Wo.)DE | AT1 (16 Wo.)AT | CH1 (18 Wo.)CH | Erstveröffentlichung: 11. Februar 2011                                                     |
| 2011 | BRAVO Hits 73  | DE1 (22 Wo.)DE | AT1 (16 Wo.)AT | CH1 (14 Wo.)CH | Erstveröffentlichung: 29. April 2011                                                       |
| 2011 | BRAVO Hits 74  | DE1 (20 Wo.)DE | AT1 (14 Wo.)AT | CH1 (15 Wo.)CH | Erstveröffentlichung: 29. Juli 2011                                                        |
| 2011 | BRAVO Hits 75  | DE1 (23 Wo.)DE | AT1 (17 Wo.)AT | CH1 (17 Wo.)CH | Erstveröffentlichung: 7. Oktober 2011                                                      |
| 2012 | BRAVO Hits 76  | DE1 (24 Wo.)DE | AT1 (17 Wo.)AT | CH1 Platin · (14 Wo.)CH | Erstveröffentlichung: 10. Februar 2012                                                     |
| 2012 | BRAVO Hits 77  | DE1 (24 Wo.)DE | AT1 (18 Wo.)AT | CH1 (15 Wo.)CH | Erstveröffentlichung: 27. April 2012                                                       |
| 2012 | BRAVO Hits 78  | DE1 (21 Wo.)DE | AT1 (14 Wo.)AT | CH1 (15 Wo.)CH | Erstveröffentlichung: 27. Juli 2012                                                        |
| 2012 | BRAVO Hits 79  | DE1 (26 Wo.)DE | AT1 (19 Wo.)AT | CH1 (19 Wo.)CH | Erstveröffentlichung: 5. Oktober 2012                                                      |
| 2013 | BRAVO Hits 80  | DE1 (25 Wo.)DE | AT1 (20 Wo.)AT | CH1 (20 Wo.)CH | Erstveröffentlichung: 8. Februar 2013                                                      |
| 2013 | BRAVO Hits 81  | DE1 (25 Wo.)DE | AT1 (14 Wo.)AT | CH1 (20 Wo.)CH | Erstveröffentlichung: 26. April 2013                                                       |
| 2013 | BRAVO Hits 82  | DE1 (20 Wo.)DE | AT1 (15 Wo.)AT | CH1 (16 Wo.)CH | Erstveröffentlichung: 26. Juli 2013                                                        |
| 2013 | BRAVO Hits 83  | DE1 (25 Wo.)DE | AT1 (20 Wo.)AT | CH1 (17 Wo.)CH | Erstveröffentlichung: 4. Oktober 2013                                                      |
| 2014 | BRAVO Hits 84  | DE1 (22 Wo.)DE | AT1 (23 Wo.)AT | CH1 (16 Wo.)CH | Erstveröffentlichung: 14. Februar 2014                                                     |
| 2014 | BRAVO Hits 85  | DE1 (23 Wo.)DE | AT1 (21 Wo.)AT | CH1 (21 Wo.)CH | Erstveröffentlichung: 2. Mai 2014                                                          |
| 2014 | BRAVO Hits 86  | DE1 (20 Wo.)DE | AT1 (16 Wo.)AT | CH1 (16 Wo.)CH | Erstveröffentlichung: 25. Juli 2014                                                        |
| 2014 | BRAVO Hits 87  | DE1 (23 Wo.)DE | AT1 (19 Wo.)AT | CH1 (26 Wo.)CH | Erstveröffentlichung: 26. September 2014                                                   |
| 2015 | BRAVO Hits 88  | DE1 (23 Wo.)DE | AT1 (19 Wo.)AT | CH1 (19 Wo.)CH | Erstveröffentlichung: 13. Februar 2015                                                     |
| 2015 | BRAVO Hits 89  | DE1 (21 Wo.)DE | AT1 (20 Wo.)AT | CH1 (22 Wo.)CH | Erstveröffentlichung: 1. Mai 2015                                                          |
| 2015 | BRAVO Hits 90  | DE1 (19 Wo.)DE | AT1 (17 Wo.)AT | CH1 (16 Wo.)CH | Erstveröffentlichung: 24. Juli 2015                                                        |
| 2015 | BRAVO Hits 91  | DE1 (27 Wo.)DE | AT1 (21 Wo.)AT | CH1 Gold · (24 Wo.)CH | Erstveröffentlichung: 25. September 2015                                                   |
| 2016 | BRAVO Hits 92  | DE1 (31 Wo.)DE | AT1 (21 Wo.)AT | CH1 (19 Wo.)CH | Erstveröffentlichung: 12. Februar 2016                                                     |
| 2016 | BRAVO Hits 93  | DE1 (24 Wo.)DE | AT1 (25 Wo.)AT | CH1 (20 Wo.)CH | Erstveröffentlichung: 6. Mai 2016                                                          |
| 2016 | BRAVO Hits 94  | DE1 (20 Wo.)DE | AT1 (17 Wo.)AT | CH1 (19 Wo.)CH | Erstveröffentlichung: 22. Juli 2016                                                        |
| 2016 | BRAVO Hits 95  | DE1 (29 Wo.)DE | AT1 (21 Wo.)AT | CH1 (22 Wo.)CH | Erstveröffentlichung: 7. Oktober 2016                                                      |
| 2017 | BRAVO Hits 96  | DE1 (28 Wo.)DE | AT1 (22 Wo.)AT | CH1 (23 Wo.)CH | Erstveröffentlichung: 17. Februar 2017                                                     |
| 2017 | BRAVO Hits 97  | DE1 (26 Wo.)DE | AT1 (24 Wo.)AT | CH1 (23 Wo.)CH | Erstveröffentlichung: 28. April 2017                                                       |
| 2017 | BRAVO Hits 98  | DE1 (20 Wo.)DE | AT1 (17 Wo.)AT | CH1 (19 Wo.)CH | Erstveröffentlichung: 21. Juli 2017                                                        |
| 2017 | BRAVO Hits 99  | DE1 (28 Wo.)DE | AT1 (27 Wo.)AT | CH1 (25 Wo.)CH | Erstveröffentlichung: 6. Oktober 2017                                                      |
| 2018 | BRAVO Hits 100 | DE1 (36 Wo.)DE | AT1 (28 Wo.)AT | CH1 (24 Wo.)CH | Erstveröffentlichung: 16. Februar 2018 auch als Limited Special Edition (3 CDs) erschienen |
| 2018 | BRAVO Hits 101 | DE1 (29 Wo.)DE | AT1 (28 Wo.)AT | CH1 (28 Wo.)CH | Erstveröffentlichung: 27. April 2018                                                       |
| 2018 | BRAVO Hits 102 | DE1 (22 Wo.)DE | AT1 (20 Wo.)AT | CH1 (23 Wo.)CH | Erstveröffentlichung: 27. Juli 2018                                                        |
| 2018 | BRAVO Hits 103 | DE1 (31 Wo.)DE | AT1 (29 Wo.)AT | CH1 (26 Wo.)CH | Erstveröffentlichung: 28. September 2018                                                   |
| 2019 | BRAVO Hits 104 | DE1 (30 Wo.)DE | AT1 (23 Wo.)AT | CH1 (22 Wo.)CH | Erstveröffentlichung: 15. Februar 2019                                                     |
| 2019 | BRAVO Hits 105 | DE1 (28 Wo.)DE | AT1 (26 Wo.)AT | CH1 (26 Wo.)CH | Erstveröffentlichung: 26. April 2019                                                       |
| 2019 | BRAVO Hits 106 | DE1 (24 Wo.)DE | AT1 (17 Wo.)AT | CH1 (24 Wo.)CH | Erstveröffentlichung: 26. Juli 2019                                                        |
| 2019 | BRAVO Hits 107 | DE1 (32 Wo.)DE | AT1 (26 Wo.)AT | CH1 (30 Wo.)CH | Erstveröffentlichung: 27. September 2019                                                   |
| 2020 | BRAVO Hits 108 | DE1 (33 Wo.)DE | AT1 (32 Wo.)AT | CH1 (39 Wo.)CH | Erstveröffentlichung: 14. Februar 2020                                                     |
| 2020 | BRAVO Hits 109 | DE1 (30 Wo.)DE | AT1 (25 Wo.)AT | CH1 (29 Wo.)CH | Erstveröffentlichung: 8. Mai 2020                                                          |
| 2020 | BRAVO Hits 110 | DE1 (32 Wo.)DE | AT1 (19 Wo.)AT | CH1 (38 Wo.)CH | Erstveröffentlichung: 31. Juli 2020                                                        |
| 2020 | BRAVO Hits 111 | DE1 (45 Wo.)DE | AT1 (30 Wo.)AT | CH1 (29 Wo.)CH | Erstveröffentlichung: 2. Oktober 2020                                                      |
| 2021 | BRAVO Hits 112 | DE1 (34 Wo.)DE | AT1 (31 Wo.)AT | CH1 (31 Wo.)CH | Erstveröffentlichung: 26. Februar 2021                                                     |
| 2021 | BRAVO Hits 113 | DE1 (28 Wo.)DE | AT1 (26 Wo.)AT | CH1 (28 Wo.)CH | Erstveröffentlichung: 7. Mai 2021                                                          |
| 2021 | BRAVO Hits 114 | DE1 (29 Wo.)DE | AT1 (18 Wo.)AT | CH1 (25 Wo.)CH | Erstveröffentlichung: 30. Juli 2021                                                        |
| 2021 | BRAVO Hits 115 | DE1 (37 Wo.)DE | AT1 (36 Wo.)AT | CH1 (31 Wo.)CH | Erstveröffentlichung: 1. Oktober 2021                                                      |
| 2022 | BRAVO Hits 116 | DE1 (36 Wo.)DE | AT1 (26 Wo.)AT | CH1 (32 Wo.)CH | Erstveröffentlichung: 11. Februar 2022                                                     |
| 2022 | BRAVO Hits 117 | DE1 (29 Wo.)DE | AT1 (29 Wo.)AT | CH1 (25 Wo.)CH | Erstveröffentlichung: 29. April 2022                                                       |
| 2022 | BRAVO Hits 118 | DE1 (26 Wo.)DE | AT1 (18 Wo.)AT | CH1 (20 Wo.)CH | Erstveröffentlichung: 29. Juli 2022                                                        |
| 2022 | BRAVO Hits 119 | DE1 (40 Wo.)DE | AT1 (21 Wo.)AT | CH1 (26 Wo.)CH | Erstveröffentlichung: 30. September 2022                                                   |
| 2023 | BRAVO Hits 120 | DE1 (39 Wo.)DE | AT1 (20 a Wo.)AT | CH1 (28 Wo.)CH | Erstveröffentlichung: 10. Februar 2023                                                     |
| 2023 | BRAVO Hits 121 | DE1 (30 Wo.)DE | AT1 (9 a Wo.)AT | CH1 (25 Wo.)CH | Erstveröffentlichung: 28. April 2023                                                       |
| 2023 | BRAVO Hits 122 | DE1 (34 Wo.)DE | — | CH1 (22 Wo.)CH | Erstveröffentlichung: 28. Juli 2023                                                        |
| 2023 | BRAVO Hits 123 | DE1 (43 Wo.)DE | — | CH1 (24 Wo.)CH | Erstveröffentlichung: 29. September 2023                                                   |
| 2024 | BRAVO Hits 124 | DE1 (37 Wo.)DE | — | CH1 (20 b Wo.)CH | Erstveröffentlichung: 9. Februar 2024                                                      |
| 2024 | BRAVO Hits 125 | DE1 (31 Wo.)DE | — | CH1 (17 b Wo.)CH | Erstveröffentlichung: 26. April 2024                                                       |
| 2024 | BRAVO Hits 126 | DE1 (25 Wo.)DE | — | CH1 (5 b Wo.)CH | Erstveröffentlichung: 26. Juli 2024                                                        |
| 2024 | BRAVO Hits 127 | DE1 (37 Wo.)DE | — | — | Erstveröffentlichung: 27. September 2024                                                   |
| 2025 | BRAVO Hits 128 | DE1 (… Wo.)DE | — | — | Erstveröffentlichung: 14. Februar 2025                                                     |
| 2025 | BRAVO Hits 129 | DE1 (… Wo.)DE | — | — | Erstveröffentlichung: 25. April 2025                                                       |
| 2025 | BRAVO Hits 130 | DE1 (… Wo.)DE | — | — | Erstveröffentlichung: 25. Juli 2025                                                        |

### BRAVO Best Of
| Jahr | Titel                          | Höchstplatzierung, Gesamtwochen, AuszeichnungChartplatzierungen (Jahr, Titel, Platzierungen, Wochen, Auszeichnungen, Anmerkungen) | Höchstplatzierung, Gesamtwochen, AuszeichnungChartplatzierungen (Jahr, Titel, Platzierungen, Wochen, Auszeichnungen, Anmerkungen) | Höchstplatzierung, Gesamtwochen, AuszeichnungChartplatzierungen (Jahr, Titel, Platzierungen, Wochen, Auszeichnungen, Anmerkungen) | Anmerkungen                                                         |
| Jahr | Titel                          | DE | AT | CH | Anmerkungen                                                         |
| ---- | ------------------------------ | --- | --- | --- | ------------------------------------------------------------------- |
| 1994 | BRAVO Hits – Best of 94        | DE1 (21 Wo.)DE | AT1 (20 Wo.)AT | CH1 ×2Doppelplatin · (24 Wo.)CH                                                                                                   | Erstveröffentlichung: 8. November 1994                              |
| 1995 | BRAVO Hits – Best of 90        | — | — | — | Erstveröffentlichung: 13. November 1995                             |
| 1995 | BRAVO Hits – Best of 91        | — | — | — | Erstveröffentlichung: 13. November 1995                             |
| 1995 | BRAVO Hits – Best of 92        | — | — | — | Erstveröffentlichung: 13. November 1995                             |
| 1995 | BRAVO Hits – Best of 93        | — | — | — | Erstveröffentlichung: 13. November 1995                             |
| 1995 | BRAVO Hits – Best of 95        | DE1 (16 Wo.)DE | AT1 (13 Wo.)AT | CH1 ×2Doppelplatin · (13 Wo.)CH                                                                                                   | Erstveröffentlichung: 13. November 1995                             |
| 1997 | BRAVO – The Hits 97            | DE4 (10 Wo.)DE | AT2 (11 Wo.)AT | CH2 Platin · (13 Wo.)CH | Erstveröffentlichung: 28. November 1997                             |
| 1998 | BRAVO – The Hits 98            | DE1 (16 Wo.)DE | AT1 (12 Wo.)AT | CH1 ×2Doppelplatin · (17 Wo.)CH                                                                                                   | Erstveröffentlichung: 20. November 1998                             |
| 1999 | BRAVO – The Hits 99            | DE1 (15 Wo.)DE | AT1 (13 Wo.)AT | CH1 (17 Wo.)CH | Erstveröffentlichung: 19. November 1999                             |
| 2000 | BRAVO – The Hits 2000          | DE1 (16 Wo.)DE | AT1 (14 Wo.)AT | CH1 Platin · (19 Wo.)CH | Erstveröffentlichung: 28. November 2000                             |
| 2001 | BRAVO – The Hits 2001          | DE1 (13 Wo.)DE | AT1 (13 Wo.)AT | CH1 Platin · (13 Wo.)CH | Erstveröffentlichung: 26. November 2001                             |
| 2002 | BRAVO – The Hits 2002 (Part 1) | DE4 (9 Wo.)DE | AT3 (9 Wo.)AT | CH2 (11 Wo.)CH | Erstveröffentlichung: 25. November 2002                             |
| 2002 | BRAVO – The Hits 2002 (Part 2) | DE2 (11 Wo.)DE | AT2 (8 Wo.)AT | CH1 ×2Doppelplatin · (11 Wo.)CH                                                                                                   | Erstveröffentlichung: 25. November 2002                             |
| 2003 | BRAVO – The Hits 2003          | DE1 (18 Wo.)DE | AT1 (13 Wo.)AT | CH1 Platin · (17 Wo.)CH | Erstveröffentlichung: 28. November 2003                             |
| 2004 | BRAVO – The Hits 2004          | DE1 (20 Wo.)DE | AT1 (15 Wo.)AT | CH1 Gold · (14 Wo.)CH | Erstveröffentlichung: 19. November 2004                             |
| 2005 | BRAVO – The Hits 2005          | DE1 (22 Wo.)DE | AT1 (15 Wo.)AT | CH1 Platin · (22 Wo.)CH | Erstveröffentlichung: 25. November 2005                             |
| 2006 | BRAVO – The Hits 2006          | DE1 (17 Wo.)DE | AT2 (14 Wo.)AT | CH1 Gold · (14 Wo.)CH | Erstveröffentlichung: 24. November 2006                             |
| 2007 | BRAVO – The Hits 2007          | DE1 (19 Wo.)DE | AT1 (17 Wo.)AT | CH1 Gold · (14 Wo.)CH | Erstveröffentlichung: 23. November 2007                             |
| 2008 | BRAVO – The Hits 2008          | DE1 (24 Wo.)DE | AT1 (14 Wo.)AT | CH1 Gold · (17 Wo.)CH | Erstveröffentlichung: 21. November 2008                             |
| 2009 | BRAVO – The Hits 2009          | DE1 (26 Wo.)DE | AT1 (17 Wo.)AT | CH1 Gold · (19 Wo.)CH | Erstveröffentlichung: 13. November 2009                             |
| 2010 | BRAVO – The Hits 2010          | DE1 (23 Wo.)DE | AT1 (12 Wo.)AT | CH1 Platin · (18 Wo.)CH | Erstveröffentlichung: 19. November 2010                             |
| 2011 | BRAVO – The Hits 2011          | DE1 (28 Wo.)DE | AT1 (15 Wo.)AT | CH1 (23 Wo.)CH | Erstveröffentlichung: 18. November 2011                             |
| 2012 | BRAVO – The Hits 2012          | DE1 (29 Wo.)DE | AT1 (19 Wo.)AT | CH1 (25 Wo.)CH | Erstveröffentlichung: 16. November 2012                             |
| 2013 | BRAVO – The Hits 2013          | DE1 (32 Wo.)DE | AT1 (18 Wo.)AT | CH1 (27 Wo.)CH | Erstveröffentlichung: 15. November 2013                             |
| 2014 | BRAVO – The Hits 2014          | DE1 (32 Wo.)DE | AT1 (27 Wo.)AT | CH1 (31 Wo.)CH | Erstveröffentlichung: 14. November 2014                             |
| 2015 | BRAVO – The Hits 2015          | DE1 (30 Wo.)DE | AT1 (28 Wo.)AT | CH1 (32 Wo.)CH | Erstveröffentlichung: 13. November 2015                             |
| 2016 | BRAVO – The Hits 2016          | DE1 (32 Wo.)DE | AT1 (30 Wo.)AT | CH1 (25 Wo.)CH | Erstveröffentlichung: 11. November 2016                             |
| 2017 | BRAVO – The Hits 2017          | DE1 (30 Wo.)DE | AT1 (26 Wo.)AT | CH1 (33 Wo.)CH | Erstveröffentlichung: 10. November 2017                             |
| 2018 | BRAVO – The Hits 2018          | DE1 (35 Wo.)DE | AT1 (29 Wo.)AT | CH1 (32 Wo.)CH | Erstveröffentlichung: 16. November 2018                             |
| 2019 | BRAVO – The Hits 2019          | DE1 (52 Wo.)DE | AT1 (41 Wo.)AT | CH1 (46 Wo.)CH | Erstveröffentlichung: 8. November 2019                              |
| 2020 | BRAVO – The Hits 2020          | DE1 (52 Wo.)DE | AT1 (47 Wo.)AT | CH1 (61 Wo.)CH | Erstveröffentlichung: 13. November 2020                             |
| 2021 | BRAVO – The Hits 2021          | DE1 (54 Wo.)DE | AT1 (27 Wo.)AT | CH1 (48 Wo.)CH | Erstveröffentlichung: 12. November 2021 Die größten Hits des Jahres |
| 2022 | BRAVO – The Hits 2022          | DE1 (52 Wo.)DE | AT1 (30 Wo.)AT | CH1 (47 Wo.)CH | Erstveröffentlichung: 11. November 2022                             |
| 2023 | BRAVO – The Hits 2023          | DE1 (52 Wo.)DE | — | CH1 (33 b Wo.)CH | Erstveröffentlichung: 10. November 2023                             |
| 2024 | BRAVO – The Hits 2024          | DE1 (… Wo.)DE | — | — | Erstveröffentlichung: 8. November 2024                              |

### BRAVO Hits Party
| Jahr | Titel                          | Höchstplatzierung, Gesamtwochen, AuszeichnungChartplatzierungen (Jahr, Titel, Platzierungen, Wochen, Auszeichnungen, Anmerkungen) | Höchstplatzierung, Gesamtwochen, AuszeichnungChartplatzierungen (Jahr, Titel, Platzierungen, Wochen, Auszeichnungen, Anmerkungen) | Höchstplatzierung, Gesamtwochen, AuszeichnungChartplatzierungen (Jahr, Titel, Platzierungen, Wochen, Auszeichnungen, Anmerkungen) | Anmerkungen                             |
| Jahr | Titel                          | DE | AT | CH | Anmerkungen                             |
| ---- | ------------------------------ | --- | --- | --- | --------------------------------------- |
| 2019 | BRAVO Hits Party – 90er        | DE3 (54 Wo.)DE | AT3 (24 Wo.)AT | CH1 (64 b Wo.)CH | Erstveröffentlichung: 31. Mai 2019      |
| 2020 | BRAVO Hits Party – 2000er      | DE7 (43 Wo.)DE | AT8 (14 Wo.)AT | CH5 (31 Wo.)CH | Erstveröffentlichung: 18. Dezember 2020 |
| 2021 | BRAVO Hits Party – X-Mas       | DE3 (26 Wo.)DE | AT2 (11 Wo.)AT | CH2 (18 Wo.)CH | Erstveröffentlichung: 5. November 2021  |
| 2022 | BRAVO Hits Party – 80er        | DE3 (99 Wo.)DE | AT2 (29 a Wo.)AT | CH2 (52 b Wo.)CH | Erstveröffentlichung: 2. Dezember 2022  |
| 2023 | BRAVO Hits Party – Rock        | DE3 (32 Wo.)DE | AT4 (5 a Wo.)AT | CH2 (31 Wo.)CH | Erstveröffentlichung: 26. Mai 2023      |
| 2023 | BRAVO Hits Party – 70er        | DE7 (27 Wo.)DE | — | CH4 (11 Wo.)CH | Erstveröffentlichung: 1. Dezember 2023  |
| 2024 | BRAVO Hits Party – 90er Vol. 2 | DE2 (23 Wo.)DE | — | CH2 (7 b Wo.)CH | Erstveröffentlichung: 24. Mai 2024      |
| 2024 | BRAVO Hits Party – Disco       | DE5 (24 Wo.)DE | — | — | Erstveröffentlichung: 29. November 2024 |
| 2025 | BRAVO Hits Party – Summer      | DE3 (… Wo.)DE | — | — | Erstveröffentlichung: 16. Mai 2025      |

## Alte Kompilationen (eingestellt)

### BRAVO Super Show
| Jahr | Titel                            | Höchstplatzierung, Gesamtwochen, AuszeichnungChartplatzierungen (Jahr, Titel, Platzierungen, Wochen, Auszeichnungen, Anmerkungen) | Höchstplatzierung, Gesamtwochen, AuszeichnungChartplatzierungen (Jahr, Titel, Platzierungen, Wochen, Auszeichnungen, Anmerkungen) | Höchstplatzierung, Gesamtwochen, AuszeichnungChartplatzierungen (Jahr, Titel, Platzierungen, Wochen, Auszeichnungen, Anmerkungen) | Anmerkungen                            |
| Jahr | Titel                            | DE | AT | CH | Anmerkungen                            |
| ---- | -------------------------------- | --- | --- | --- | -------------------------------------- |
| 1994 | BRAVO Super Show Vol. 1          | DE5 (14 Wo.)DE | AT2 (9 Wo.)AT | — | Erstveröffentlichung: 24. Januar 1994  |
| 1995 | BRAVO Super Show ’95 – Volume 2  | DE4 (12 Wo.)DE | AT6 (4 Wo.)AT | CH5 (10 Wo.)CH | Erstveröffentlichung: 6. Februar 1995  |
| 1996 | BRAVO Super Show ’96 – Volume 3  | DE4 (12 Wo.)DE | AT3 (11 Wo.)AT | CH4 (9 Wo.)CH | Erstveröffentlichung: 26. Februar 1996 |
| 1997 | BRAVO Super Show 1997 – Volume 4 | DE1 (14 Wo.)DE | AT1 (12 Wo.)AT | CH1 Gold · (12 Wo.)CH | Erstveröffentlichung: 3. März 1997     |
| 1998 | BRAVO Super Show 98              | DE1 (14 Wo.)DE | AT1 (9 Wo.)AT | CH2 Gold · (12 Wo.)CH | Erstveröffentlichung: 9. Februar 1998  |
| 1999 | BRAVO Supershow 99               | DE2 (12 Wo.)DE | AT2 (7 Wo.)AT | CH3 Platin · (9 Wo.)CH | Erstveröffentlichung: 8. März 1999     |
| 2000 | BRAVO Supershow 2000             | DE2 (11 Wo.)DE | AT2 (9 Wo.)AT | CH2 (12 Wo.)CH | Erstveröffentlichung: 28. Februar 2000 |
| 2001 | BRAVO Super Show 2001            | DE1 (11 Wo.)DE | AT3 (8 Wo.)AT | CH3 Gold · (9 Wo.)CH | Erstveröffentlichung: 6. April 2001    |
| 2002 | BRAVO Super Show 2002            | DE2 (9 Wo.)DE | AT3 (8 Wo.)AT | CH6 (7 Wo.)CH | Erstveröffentlichung: 25. März 2002    |
| 2003 | BRAVO Super Show 2003            | DE2 (10 Wo.)DE | AT3 (10 Wo.)AT | CH5 (6 Wo.)CH | Erstveröffentlichung: 21. März 2003    |

### BRAVO Black Hits
| Jahr | Titel                              | Höchstplatzierung, Gesamtwochen, AuszeichnungChartplatzierungen (Jahr, Titel, Platzierungen, Wochen, Auszeichnungen, Anmerkungen) | Höchstplatzierung, Gesamtwochen, AuszeichnungChartplatzierungen (Jahr, Titel, Platzierungen, Wochen, Auszeichnungen, Anmerkungen) | Höchstplatzierung, Gesamtwochen, AuszeichnungChartplatzierungen (Jahr, Titel, Platzierungen, Wochen, Auszeichnungen, Anmerkungen) | Anmerkungen                              |
| Jahr | Titel                              | DE | AT | CH | Anmerkungen                              |
| ---- | ---------------------------------- | --- | --- | --- | ---------------------------------------- |
| 1999 | BRAVO Black Hits                   | DE3 (10 Wo.)DE | AT4 (9 Wo.)AT | CH4 (8 Wo.)CH | Erstveröffentlichung: 16. April 1999     |
| 2000 | BRAVO Black Hits Vol. 2            | DE5 (8 Wo.)DE | AT6 (5 Wo.)AT | CH7 (9 Wo.)CH | Erstveröffentlichung: 10. April 2000     |
| 2000 | BRAVO Black Hits Vol. 3            | DE5 (8 Wo.)DE | AT9 (3 Wo.)AT | CH7 (8 Wo.)CH | Erstveröffentlichung: 28. September 2000 |
| 2001 | BRAVO Black Hits Vol. 4            | DE3 (13 Wo.)DE | AT8 (5 Wo.)AT | CH5 (10 Wo.)CH | Erstveröffentlichung: 5. April 2001      |
| 2001 | BRAVO Black Hits Vol. 5            | DE4 (8 Wo.)DE | AT10 (4 Wo.)AT | CH4 (9 Wo.)CH | Erstveröffentlichung: 17. September 2001 |
| 2002 | BRAVO Black Hits Vol. 6            | DE5 (8 Wo.)DE | — | CH7 (7 Wo.)CH | Erstveröffentlichung: 29. April 2002     |
| 2002 | BRAVO Black Hits Vol. 7            | DE4 (10 Wo.)DE | AT13 (2 Wo.)AT | CH4 (12 Wo.)CH | Erstveröffentlichung: 6. September 2002  |
| 2003 | BRAVO Black Hits Vol. 8            | DE6 (9 Wo.)DE | — | CH5 (7 Wo.)CH | Erstveröffentlichung: 7. April 2003      |
| 2003 | BRAVO Black Hits Vol. 9            | DE5 (9 Wo.)DE | AT12 (4 Wo.)AT | CH4 (8 Wo.)CH | Erstveröffentlichung: 22. September 2003 |
| 2004 | BRAVO Black Hits Vol. 10           | DE3 (12 Wo.)DE | AT9 (4 Wo.)AT | CH4 (10 Wo.)CH | Erstveröffentlichung: 19. April 2004     |
| 2004 | BRAVO Black Hits Vol. 11           | DE4 (10 Wo.)DE | AT9 (7 Wo.)AT | CH3 (10 Wo.)CH | Erstveröffentlichung: 13. September 2004 |
| 2005 | BRAVO Black Hits Vol. 12           | DE3 (12 Wo.)DE | AT6 (8 Wo.)AT | CH2 (7 Wo.)CH | Erstveröffentlichung: 25. April 2005     |
| 2005 | BRAVO Black Hits Vol. 13           | DE4 (11 Wo.)DE | AT7 (7 Wo.)AT | CH7 (8 Wo.)CH | Erstveröffentlichung: 16. September 2005 |
| 2006 | BRAVO Black Hits Vol. 14           | DE2 (13 Wo.)DE | AT7 (7 Wo.)AT | CH3 (8 Wo.)CH | Erstveröffentlichung: 7. April 2006      |
| 2006 | BRAVO Black Hits Vol. 15           | DE3 (11 Wo.)DE | AT5 (8 Wo.)AT | CH2 (9 Wo.)CH | Erstveröffentlichung: 8. September 2006  |
| 2007 | BRAVO Black Hits Vol. 16           | DE3 (14 Wo.)DE | AT7 (8 Wo.)AT | CH2 (10 Wo.)CH | Erstveröffentlichung: 30. März 2007      |
| 2007 | BRAVO Black Hits Vol. 17           | DE4 (11 Wo.)DE | AT5 (8 Wo.)AT | CH6 (9 Wo.)CH | Erstveröffentlichung: 7. September 2007  |
| 2008 | BRAVO Black Hits Vol. 18           | DE6 (9 Wo.)DE | AT10 (6 Wo.)AT | CH5 (8 Wo.)CH | Erstveröffentlichung: 4. April 2008      |
| 2008 | BRAVO Black Hits Vol. 19           | DE5 (9 Wo.)DE | AT10 (5 Wo.)AT | CH4 (8 Wo.)CH | Erstveröffentlichung: 19. September 2008 |
| 2009 | BRAVO Black Hits Vol. 20           | DE2 (14 Wo.)DE | AT2 (10 Wo.)AT | CH1 (14 Wo.)CH | Erstveröffentlichung: 3. April 2009      |
| 2009 | BRAVO Black Hits Vol. 21           | DE4 (9 Wo.)DE | AT6 (7 Wo.)AT | CH4 (9 Wo.)CH | Erstveröffentlichung: 11. September 2009 |
| 2010 | BRAVO Black Hits Vol. 22           | DE2 (13 Wo.)DE | AT3 (6 Wo.)AT | CH1 (12 Wo.)CH | Erstveröffentlichung: 2. April 2010      |
| 2010 | BRAVO Black Hits Vol. 23           | DE3 (15 Wo.)DE | AT4 (8 Wo.)AT | CH2 (14 Wo.)CH | Erstveröffentlichung: 29. Oktober 2010   |
| 2011 | BRAVO Black Hits Vol. 24           | DE3 (14 Wo.)DE | AT2 (13 Wo.)AT | CH2 (11 Wo.)CH | Erstveröffentlichung: 1. April 2011      |
| 2011 | BRAVO Black Hits Vol. 25           | DE4 (10 Wo.)DE | AT4 (10 Wo.)AT | CH2 (12 Wo.)CH | Erstveröffentlichung: 9. September 2011  |
| 2012 | BRAVO Black Hits Vol. 26           | DE4 (12 Wo.)DE | AT2 (14 Wo.)AT | CH2 (8 Wo.)CH | Erstveröffentlichung: 6. April 2012      |
| 2012 | BRAVO Black Hits Vol. 27           | DE4 (9 Wo.)DE | AT5 (9 Wo.)AT | CH6 (7 Wo.)CH | Erstveröffentlichung: 7. September 2012  |
| 2013 | BRAVO Black Hits Vol. 28           | DE5 (12 Wo.)DE | AT5 (13 Wo.)AT | CH5 (13 Wo.)CH | Erstveröffentlichung: 22. März 2013      |
| 2013 | BRAVO Black Hits Vol. 29           | DE6 (9 Wo.)DE | AT5 (10 Wo.)AT | CH8 (6 Wo.)CH | Erstveröffentlichung: 6. September 2013  |
| 2014 | BRAVO Black Hits Vol. 30           | DE10 (8 Wo.)DE | AT10 (9 Wo.)AT | CH4 (8 Wo.)CH | Erstveröffentlichung: 4. April 2014      |
| 2014 | BRAVO Black Hits Vol. 31           | DE5 (9 Wo.)DE | AT5 (9 Wo.)AT | CH3 (8 Wo.)CH | Erstveröffentlichung: 29. August 2014    |
| 2015 | BRAVO Black Hits Vol. 32           | DE9 (10 Wo.)DE | AT7 (5 Wo.)AT | CH12 (6 Wo.)CH | Erstveröffentlichung: 27. März 2015      |
| 2015 | BRAVO Black Hits Vol. 33           | DE11 (8 Wo.)DE | AT6 (5 Wo.)AT | CH10 (6 Wo.)CH | Erstveröffentlichung: 4. September 2015  |
| 2016 | BRAVO Black Hits Vol. 34           | DE17 (5 Wo.)DE | AT10 (7 Wo.)AT | CH6 (8 Wo.)CH | Erstveröffentlichung: 18. März 2016      |
| 2016 | BRAVO Black Hits Vol. 35           | DE5 (8 Wo.)DE | AT8 (7 Wo.)AT | CH4 (9 Wo.)CH | Erstveröffentlichung: 9. September 2016  |
| 2017 | BRAVO Black Hits – Best of 2017/18 | DE16 (8 Wo.)DE | — | — | Erstveröffentlichung: 8. Dezember 2017   |

### BRAVO HipHop Special
| Jahr | Titel                                  | Höchstplatzierung, Gesamtwochen, AuszeichnungChartplatzierungen (Jahr, Titel, Platzierungen, Wochen, Auszeichnungen, Anmerkungen) | Höchstplatzierung, Gesamtwochen, AuszeichnungChartplatzierungen (Jahr, Titel, Platzierungen, Wochen, Auszeichnungen, Anmerkungen) | Höchstplatzierung, Gesamtwochen, AuszeichnungChartplatzierungen (Jahr, Titel, Platzierungen, Wochen, Auszeichnungen, Anmerkungen) | Anmerkungen                            |
| Jahr | Titel                                  | DE | AT | CH | Anmerkungen                            |
| ---- | -------------------------------------- | --- | --- | --- | -------------------------------------- |
| 2007 | BRAVO HipHop Special – History         | DE8 (10 Wo.)DE | AT13 (4 Wo.)AT | CH7 (8 Wo.)CH | Erstveröffentlichung: 12. Januar 2007  |
| 2008 | BRAVO HipHop Special – History 2       | DE11 (8 Wo.)DE | AT11 (6 Wo.)AT | CH14 (5 Wo.)CH | Erstveröffentlichung: 7. März 2008     |
| 2009 | BRAVO HipHop presents 30 Jahre Hip Hop | DE28 (2 Wo.)DE | — | CH20 (2 Wo.)CH | Erstveröffentlichung: 4. Dezember 2009 |

### BRAVO Girl!
| Jahr | Titel                           | Höchstplatzierung, Gesamtwochen, AuszeichnungChartplatzierungen (Jahr, Titel, Platzierungen, Wochen, Auszeichnungen, Anmerkungen) | Höchstplatzierung, Gesamtwochen, AuszeichnungChartplatzierungen (Jahr, Titel, Platzierungen, Wochen, Auszeichnungen, Anmerkungen) | Höchstplatzierung, Gesamtwochen, AuszeichnungChartplatzierungen (Jahr, Titel, Platzierungen, Wochen, Auszeichnungen, Anmerkungen) | Anmerkungen                         |
| Jahr | Titel                           | DE | AT | CH | Anmerkungen                         |
| ---- | ------------------------------- | --- | --- | --- | ----------------------------------- |
| 1994 | BRAVO Girl! – Unlimited         | DE7 (10 Wo.)DE | AT3 (1 Wo.)AT | — | Erstveröffentlichung: 1994          |
| 1995 | BRAVO Girl! 2 – Dance & Romance | DE6 (9 Wo.)DE | AT1 (5 Wo.)AT | CH7 (3 Wo.)CH | Erstveröffentlichung: 1995          |
| 1995 | BRAVO Girl! 3 – Dance & Romance | DE24 (1 Wo.)DE | AT8 (2 Wo.)AT | — | Erstveröffentlichung: 1995          |
| 1997 | BRAVO Girl! – My Love Story     | DE21 (5 Wo.)DE | AT5 (3 Wo.)AT | — | Erstveröffentlichung: 1997          |
| 2001 | BRAVO Girl! – Power             | DE13 (6 Wo.)DE | — | CH17 (6 Wo.)CH | Erstveröffentlichung: 23. Juli 2001 |

### BRAVO Christmas
| Jahr | Titel                               | Höchstplatzierung, Gesamtwochen, AuszeichnungChartplatzierungen (Jahr, Titel, Platzierungen, Wochen, Auszeichnungen, Anmerkungen) | Höchstplatzierung, Gesamtwochen, AuszeichnungChartplatzierungen (Jahr, Titel, Platzierungen, Wochen, Auszeichnungen, Anmerkungen) | Höchstplatzierung, Gesamtwochen, AuszeichnungChartplatzierungen (Jahr, Titel, Platzierungen, Wochen, Auszeichnungen, Anmerkungen) | Anmerkungen                             |
| Jahr | Titel                               | DE | AT | CH | Anmerkungen                             |
| ---- | ----------------------------------- | --- | --- | --- | --------------------------------------- |
| 1991 | BRAVO Rock Christmas                | — | AT4 (1 Wo.)AT | CH5 (1 Wo.)CH | Erstveröffentlichung: 1991              |
| 1993 | BRAVO Rock Christmas Vol. 2         | — | — | — | Erstveröffentlichung: 1993              |
| 1994 | BRAVO Dance X-Mas                   | — | — | — | Erstveröffentlichung: 9. November 1994  |
| 1995 | BRAVO Rock Christmas – Best of      | — | AT5 (5 Wo.)AT | — | Erstveröffentlichung: 10. November 1995 |
| 1996 | BRAVO Christmas – Hot & Holy        | DE15 (5 Wo.)DE | AT5 (4 Wo.)AT | CH4 (1 Wo.)CH | Erstveröffentlichung: 22. November 1996 |
| 1997 | BRAVO Christmas – Hot & Holy II     | DE17 (5 Wo.)DE | AT7 (4 Wo.)AT | CH8 (2 Wo.)CH | Erstveröffentlichung: 14. November 1997 |
| 1998 | BRAVO Christmas – Hot & Holy III    | — | AT7 (1 Wo.)AT | — | Erstveröffentlichung: 16. November 1998 |
| 1999 | Hot & Holy presents BRAVO Christmas | DE18 (3 Wo.)DE | — | CH15 (2 Wo.)CH | Erstveröffentlichung: 26. November 1999 |
| 2000 | BRAVO Christmas                     | — | — | CH25 (1 Wo.)CH | Erstveröffentlichung: 27. November 2000 |
| 2001 | BRAVO Christmas 2                   | — | — | — | Erstveröffentlichung: 2001              |
| 2003 | BRAVO Christmas 3                   | — | — | — | Erstveröffentlichung: 2003              |

## Sonderausgaben
| Jahr | Titel                              | Höchstplatzierung, Gesamtwochen, AuszeichnungChartplatzierungen (Jahr, Titel, Platzierungen, Wochen, Auszeichnungen, Anmerkungen) | Höchstplatzierung, Gesamtwochen, AuszeichnungChartplatzierungen (Jahr, Titel, Platzierungen, Wochen, Auszeichnungen, Anmerkungen) | Höchstplatzierung, Gesamtwochen, AuszeichnungChartplatzierungen (Jahr, Titel, Platzierungen, Wochen, Auszeichnungen, Anmerkungen) | Anmerkungen                                                                  |
| Jahr | Titel                              | DE | AT | CH | Anmerkungen                                                                  |
| ---- | ---------------------------------- | --- | --- | --- | ---------------------------------------------------------------------------- |
| 1977 | BRAVO präsentiert Smokie           | DE16 b (14 Wo.)DE | — | — | Erstveröffentlichung: 1977                                                   |
| 1988 | BRAVO – Sommer Smash Hits          | — | — | CH5 (3 Wo.)CH | Erstveröffentlichung: 1988                                                   |
| 1992 | BRAVO presents Hard Beat Techno    | — | — | — | Erstveröffentlichung: 1992                                                   |
| 2002 | BRAVO – DVD-1 (DVD)                | — | AT18 (1 Wo.)AT | — | Erstveröffentlichung: 28. Oktober 2002                                       |
| 2002 | BRAVO – Nu Rock                    | DE15 (4 Wo.)DE | — | CH9 (5 Wo.)CH | Erstveröffentlichung: 4. November 2002                                       |
| 2003 | BRAVO Love Vol. 1                  | DE11 (5 Wo.)DE | AT6 (7 Wo.)AT | CH5 (5 Wo.)CH | Erstveröffentlichung: 1. September 2003                                      |
| 2006 | Come Together – A Tribute to BRAVO | DE18 b (6 Wo.)DE | AT14 b (8 Wo.)AT | CH14 b (3 Wo.)CH | Erstveröffentlichung: 29. September 2006                                     |
| 2006 | 50 Jahre BRAVO 1956–2006           | DE2 (13 Wo.)DE | AT2 (11 Wo.)AT | CH3 (13 Wo.)CH | Erstveröffentlichung: 20. Oktober 2006                                       |
| 2015 | BRAVO Dance 2015                   | DE9 (7 Wo.)DE | AT5 (6 Wo.)AT | CH7 (4 Wo.)CH | Erstveröffentlichung: 6. November 2015                                       |
| 2016 | 60 Jahre BRAVO – seit 1956         | DE13 (2 Wo.)DE | AT17 (1 Wo.)AT | — | Erstveröffentlichung: 26. August 2016 auf 2500 Einheiten limitierte Auflage  |
| 2018 | BRAVO – 100 Hits                   | DE1 (26 Wo.)DE | AT3 (13 Wo.)AT | CH1 (15 Wo.)CH | Erstveröffentlichung: 16. März 2018 Das Beste! – 100 Hits aus 100 BRAVO Hits |
| 2022 | 30 Jahre BRAVO Hits                | DE2 (53 Wo.)DE | AT4 (2 Wo.)AT | CH5 (9 Wo.)CH | Erstveröffentlichung: 29. April 2022                                         |

grau schraffiert: keine Chartdaten aus diesem Jahr verfügbar

## Singles
| Jahr | Titel Album                    | Höchstplatzierung, Gesamtwochen, AuszeichnungChartplatzierungen (Jahr, Titel, Album, Platzierungen, Wochen, Auszeichnungen, Anmerkungen) | Höchstplatzierung, Gesamtwochen, AuszeichnungChartplatzierungen (Jahr, Titel, Album, Platzierungen, Wochen, Auszeichnungen, Anmerkungen) | Höchstplatzierung, Gesamtwochen, AuszeichnungChartplatzierungen (Jahr, Titel, Album, Platzierungen, Wochen, Auszeichnungen, Anmerkungen) | Höchstplatzierung, Gesamtwochen, AuszeichnungChartplatzierungen (Jahr, Titel, Album, Platzierungen, Wochen, Auszeichnungen, Anmerkungen) | Höchstplatzierung, Gesamtwochen, AuszeichnungChartplatzierungen (Jahr, Titel, Album, Platzierungen, Wochen, Auszeichnungen, Anmerkungen) | Anmerkungen                                                                           |
| Jahr | Titel Album                    | DE | AT | CH | UK | US | Anmerkungen                                                                           |
| ---- | ------------------------------ | --- | --- | --- | --- | --- | ------------------------------------------------------------------------------------- |
| 1998 | Let the Music Heal Your Soul – | DE6 (12 Wo.)DE | AT22 (8 Wo.)AT | CH5 (14 Wo.)CH | UK36 (3 Wo.)UK | US60 (4 Wo.)US | Erstveröffentlichung: 15. Mai 1998 BRAVO All Stars u. a. NO: Platz 4 und NL: Platz 22 |

## Auszeichnungen für Musikverkäufe
| Goldene Schallplatte - Polen - 1997: für das Album BRAVO Hits Vol. 3 - 1998: für das Album BRAVO Hits Vol. 4 - 2000: für das Album BRAVO – The Hits 2001 - 2001: für das Album BRAVO Hits Lato 2001 - 2002: für das Album BRAVO Hits Lato 2002 - 2003: für das Album BRAVO Hits Lato 2003 - 2003: für das Album BRAVO Hits Zima 2004 - 2004: für das Album BRAVO Hits Wiosna 2004 - 2006: für das Album BRAVO Hits Wiosna 2006 - 2010: für das Album BRAVO Hits Lato 2010 - 2011: für das Album BRAVO Hits Lato 2011 - 2012: für das Album BRAVO Hits Wiosna 2012 - 2012: für das Album BRAVO Hits Lato 2012 - 2012: für das Album BRAVO Hits Zima 2013 - 2016: für das Album BRAVO Hits Lato 2016 - 2017: für das Album BRAVO Hits Lato 2017 - 2018: für das Album BRAVO Hits Lato 2018 | Platin-Schallplatte - Polen - 2002: für das Album BRAVO Hits Zima 2003 - 2004: für das Album BRAVO Hits Lato 2004 - 2005: für das Album BRAVO Hits Lato 2005 - 2006: für das Album BRAVO Hits Lato 2006 - 2006: für das Album BRAVO Hits Zima 2006 - 2007: für das Album BRAVO Hits Lato 2007 - 2008: für das Album BRAVO Hits Lato 2008 - 2009: für das Album BRAVO Hits Zima 2009 - 2010: für das Album BRAVO Hits Zima 2010 - 2011: für das Album BRAVO Hits Zima 2011 - 2012: für das Album BRAVO Hits Zima 2012 - 2016: für das Album BRAVO Hits Zima 2015 2× Platin-Schallplatte - Polen - 2007: für das Album BRAVO Hits Zima 2007 - 2008: für das Album BRAVO Hits Zima 2008 |

Anmerkung: Auszeichnungen in Ländern aus den Charttabellen bzw. Chartboxen sind in ebendiesen zu finden.
| Land/RegionAuszeichnungen für Musikverkäufe (Land/Region, Auszeichnungen, Verkäufe, Quellen) | Gold       | Platin       | Verkäufe  | Quellen      |
| -------------------------------------------------------------------------------------------- | ---------- | ------------ | --------- | ------------ |
| Polen (ZPAV)                                                                                 | 17× Gold17 | 16× Platin16 | 730.000   | olis.pl      |
| Schweiz (IFPI)                                                                               | 31× Gold31 | 80× Platin80 | 4.200.000 | hitparade.ch |
| Insgesamt                                                                                    | 48× Gold48 | 96× Platin96 |           |              |